# Amira Mohamed Ali
Amira Mohamed Ali (Hamburg, 1980. január 16. –) egyiptomi származású német politikus. 2019. november 12-én  megválasztották a Baloldali Párt frakciója társelnökének.

## Életpályája
Apja Egyiptomból származik, édesanyja német.
Mohamed Ali 1998-ban érettségizett a Gelehrtenschule des Johanneumsban.
Majd a Heidelbergi és a Hamburgi Egyetemen jogot tanúlt.
2017-ben a Bundestag tagja lett.
Mohamed Ali férjezett, 2005 óta Oldenburgban él.

## Fordítás
- Ez a szócikk részben vagy egészben  az   Amira Mohamed Ali című német Wikipédia-szócikk fordításán alapul.  Az eredeti cikk szerkesztőit annak laptörténete sorolja fel. Ez a jelzés csupán a megfogalmazás eredetét és a szerzői jogokat jelzi, nem szolgál a cikkben szereplő információk forrásmegjelöléseként.